# Baloldali libertarianizmus
A baloldali libertarianizmus vagy ballibertarianizmus a libertarianizmus politikai ideológiáinak egyik fő csoportja, általában véve a természeti erőforrások elosztását tekintve egalitárius elv, miszerint senki sem igényelhet magántulajdont ezek felett mások hátrányára. A legtöbb ballibertariánus támogat valamiféle jövedelem-újraelosztást azon az alapon, hogy mindenki egyenlő arányban jogosult a természeti erőforrásokra. A ballibertarianizmus támogatói olyan jelenkori személyiségek, mint Noam Chomsky és Michael Otsuka. A ballibertarianizmust gyakran a libertárius szocializmus szinonimájaként is értik.
Olyan irányzatok tartoznak ide, mint a libertárius szocializmus, geolibertarianizmus, geoanarchizmus, zöld libertarianizmus, mutualizmus.